# Смолча
Смолча е село в Западна България. То се намира в община Годеч, Софийска област.

## География
Село Смолча е разположено в планинска котловина, известна като Висок или Горни Висок, която днес се намира предимно в Сърбия. В българската ѝ част освен Смолча влизат още две села - Комщица и Бърля.
Селото се намира на 500 метра от границата със Сърбия, на 15 km от общинския център Годеч и на 65 km от столицата София.
Теренът е предимно скален с утайки.
Привлекателно е това, че изгледът е граничната полоса заедно с две сръбски и една българска застави.
През селото минава малко поточе, което лятно време почти пресъхва.
Околното пространство е пасища, ниски широколистни дървета, храсти и стръмен терен.
Два големи хълма ограждат селото от изток.
Пътят за достъп е единствен в посока от гр. Годеч.

## История
През XIX век селото влиза в състава на Пиротска каза. От 1878 г. е в пределите на България, в Царибродска околия. През 1920 г., след окупацията на Западните покрайнини от Сърбо-хървато-словенското кралство границата е прокарана през землището на Смолча, което се е отразило изключително неблагоприятно на селото.
Според устни сведения в миналото населението на селото е било с около 500 жители.
Основните дейности са били местното ТКЗС и кошарата, чиито останки могат да се видят по югоизточния склон, където са се гледали 4000 глави овце. Имало е кози, прасета и кокошки естествено.
До преди промените от 1989 г. до селото се е стигало с граничен лист.
През средата на петдесетте и от средата на осемдесетте до средата на 90-те години на ХХ век, в периодите на частично затопляне на отношенията между Югославия и България край село Смолча се провеждат ежегодни свиждания (събори) на населението от двете страни на границата, където се изявяват известни югославски естрадни и фолклорни изпълнители.

## Религиии
Съществува параклис „Свети Георги“ свободен за ползване от християните.

## Обществени институции
Затворено училище. Няма поща или кметство, но има кметски наместник, който обслужва и трите последни села в границите на България, Смолча, Комщица и Бърла. Има спирка на междуградски автобус

## Природни забележителности
Селцето е доста приятно за почивка независимо от сезона. Разположението му е сравнително разнообразно с високи хълмове и широко поле. В зависимост от сезона могат да си наблюдават различни животни и птици. Селото разполага с 5 чешми, от които 4 са самостоятелно извиращи от хълмовете с различно качество, но всички са с добри показатели и препоръчвани от местното население за здравословен живот. В местността могат да се намерят най-различни лековити билки и растеня.
Местностите около селото дават възможност за Екотуризъм с големи възможности за палатков лагер.
При подходящи условия през пролетта полето край селото дава възможност на опитните гъбари да проверят своите възможности, там виреят печурка и майска гъба, но през лятото могат да се намерят и масловки и пърхутки.
С разнообразния си релеф селото привлича хора, желаещи почивка в тиха и приятно обстановка.
На 3 км по-надолу е Село Комщица известно с Балабановата дупка, името на пещерата идва от историята, че някой си Балабан, докато косял трева над входа, паднал долу. Тази история е разказвана на Кирил Стоянков от Бай Мето, дългогодишен хижар на хижа „Малина“. Първоначалното ѝ име е Балабанова дупка, но след откриването на Малата Балабанова дупка постепенно пещерняците започват да я наричат Голямата Балабанова (Големата Балабанова по местния диалект).
Със своите над 3350 м проучени и картирани галерии, пещерата влиза в класациите на най-дългите пещери в България и е най-дългата пещера на територията на община Годеч.
Интересен факт са публикациите (в много статии, интернет страници и книги), в които като обща дължина на галериите на Голяма Балабанова са посочени 4800 м. Това всъщност е сериозно разминаване с реалната дължина на пещерата. Разликата в дължините вероятно идва от една ненадписана сборна сглобка на картите на Малката и Голямата Балабанова дупка, изготвена от Кики като работен вариант при търсенето на връзка между двете пещери, а дължината от 4800 м е предполагаемата им обща дължина. Впоследствие
сглобката на картите и общата им дължина са публикувани погрешно като информация и данни само за Голямата Балабанова. От там идва и голямата разлика в данните за дължината на пещерата.

## Редовни събития
Поради намалелия брой на жителите на селото вече липсват масови прояви, като събори и банкети.
Преди, а и сега при повече проявено желание от по-младите в селото се празнуват Св. Спас с даване на курбан на „Кулата“ (местност на един от хълмовете наречен Песие) с викане на свещеник от съседния град и коледуване.

## Кухня
Старите хора и най-вече бабите от местността са умели в месенето на баници, погачи и различни видове дребни сладки. Различават се от други области главно по начина на замесване и оформление на приготвените тестени изделия. Отглеждането на млекодайни животни допринася за разнообразието в трапезата на населението като домашно кисело мляко, саламурено сирене, извара и месо. За дълготрайното съхранение на зеленчуци, плодове, месо и млечни продукти местните могат да ви споделят големи тайни.
Добронамерения местен нрав с приветствие ще ви покани в къщите на милите хора, за да опитате от местните специалитети, а с повече време и търпение може и да Ви научат на запазени с векове готварски тайни.
При разходки около селото, и по-точно в близост до заставата е необходимо да се носят лични карти и дори разрешение от началника на полицията в гр. Годеч. Затова е добре да внимавате и да не доближавате заставата. Гранична полиция обикаля в района понякога и не е изключено да си навлече човек проблеми, ако не спазва закона.

## Други
Местното население (вкл. сезонните летни жители) още обработва сравнително голяма част от земите край селото. Най-често много се садят картофи, боб (разполагат с голямо разнообразие от сортове запазило се през годините), царевица, грах, тикви, лук, чесън и други подправки. Количеството на добивите е сравнително малко и е за лично ползване. Обработването на земята се извършва ръчно и започва към края на април или в зависимост от атмосферните условия и продължава до към септември. 
В селото има къщи за гости и условия за перфектния селски туризъм.

## Настояще
Населението на село Смолча е предимно от коренни жители на родове от преди 120 – 130 г. По етнически състав са българи. Селото е до 2% заселено, като през лятото населението достига до 10 души. Къщите са предимно калени и пред разруха.
Животни не се гледат.
Селото е постоянно захранено с вода и ток. Има една телефонна линия на частен абонат. От мобилните оператори в селото покритие има Виваком и А1 който имат чисто нова мобилна кула.
Голям потенциал за развитие на туризъм със изобилието на природни забележителности 
Стари римски пътеки и калета, скални образувания от юрския период изобилие от пещери и защитени видове животни 